# EMT Bus (Madrid)
El servicio de autobuses urbanos de Madrid, también comercialmente EMT Bus, es el principal servicio de transporte público operado por la Empresa Municipal de Transportes de Madrid (EMT Madrid). La red dispone de 237 líneas (206 diurnas, 31 nocturnas) y una flota de 2107 autobuses.

## Flota de autobuses

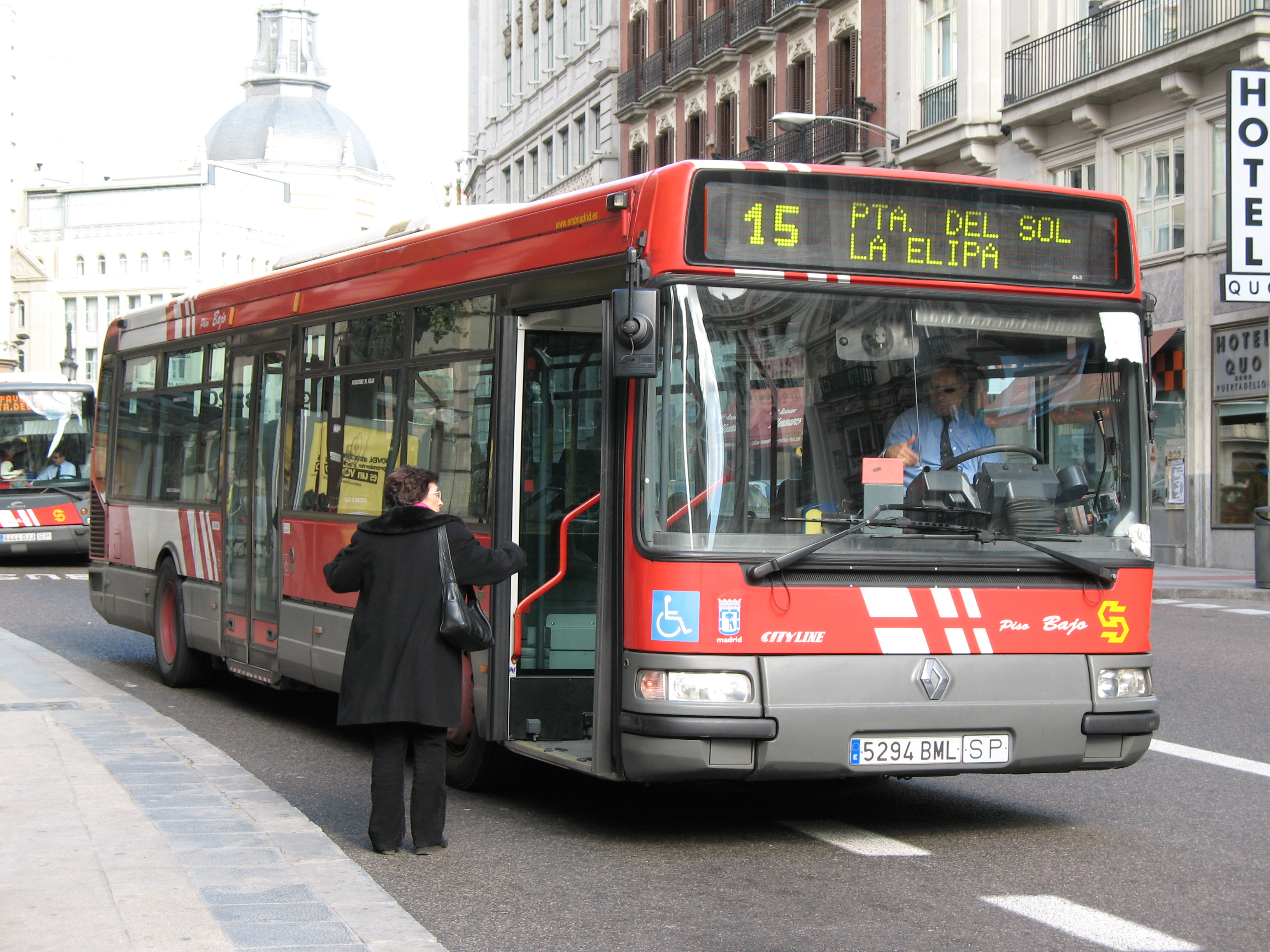
Autobús de la línea 15 de la EMT en la calle Sevilla cuando eran de color rojo.

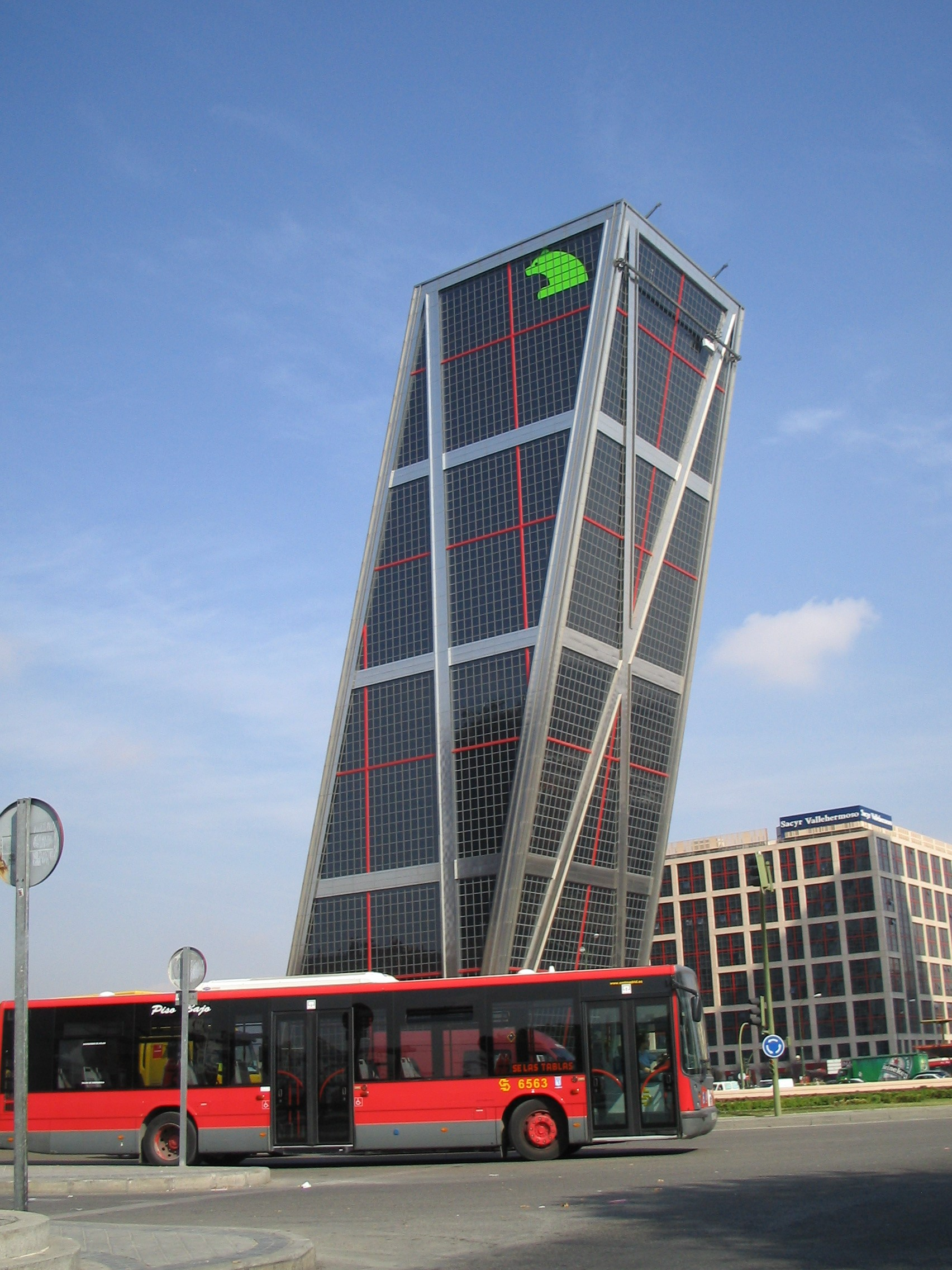
Antiguo autobús de la EMT en plaza de Castilla.

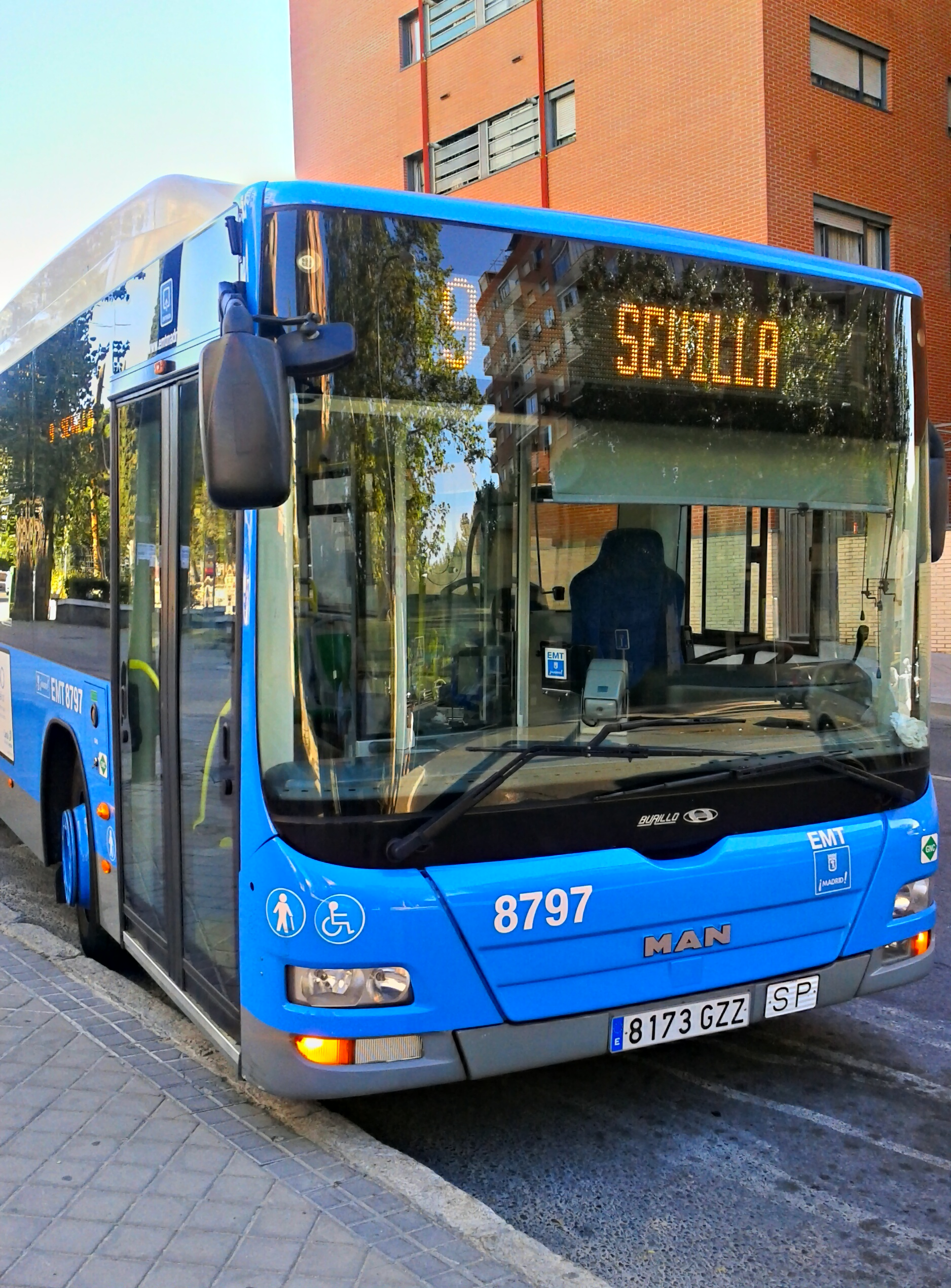
Autobús MAN NL-313F GNC (Carrocería Burillo Ceres Lion's City) en la línea 9.

La Empresa Municipal de Transportes de Madrid, en diciembre de 2022, consta con una flota de 2.090 autobuses, de los cuales 1.910 funcionan con gas natural comprimido y 180 son eléctricos. Toda la flota de autobuses es accesible a usuarios de sillas de ruedas desde el año 2007.
En el año 2006, la EMT transportó a casi quinientos millones de viajeros recorriendo cerca de cien millones de kilómetros en las 209 líneas en servicio y con una plantilla de 7512 trabajadores. Estos datos sitúan a EMT como la mayor empresa de transporte urbano de superficie de España y una de las mayores de Europa.
El 4 de diciembre de 2006, de los 2.015 autobuses que componen el parque móvil de la EMT, 238 se mueven con biodiésel B20, 174 con gas natural comprimido, 20 son híbridos -de gasóleo y eléctricos-, y tres de hidrógeno. En total, suponen más del 20 por ciento del parque automovilístico de la EMT.
El 31 de mayo de 2007, la EMT contaba con una flota de autobuses compuesta por un total de 2007 unidades, dotadas todas ellas con aire acondicionado y caja de cambios automática, y con una antigüedad media de 5,73 años.
Además, desde junio de 2007 toda la flota es de piso bajo, al darse de baja las últimas unidades de los modelos IVECO 623-II (serie 201 a 367) y DAF SB-220 GSE II (serie 2344 a 2368).
En junio de 2008, se decidió que la nueva flota de autobuses llevarían como color corporativo el azul cielo. Sin embargo, los autobuses de color rojo permanecieron en circulación hasta 2015.
En 2012 se han incluido 23 autobuses híbridos de gas natural comprimido-eléctricos a la flota de autobuses, que circularán por la almendra central en modo eléctrico, funcionando en gas natural comprimido en el resto del trayecto.
El 24 de mayo de 2021 se presentaron los primeros 30 autobuses totalmente eléctricos del modelo BYD K9UB de 12 metros de longitud, los cuales se pueden ver en la línea C03 (Argüelles-Puerta de Toledo), entre otras. Estos modelos suplen los más antiguos de diesel. Permiten una distribución de 27 plazas sentadas, 41 plazas de pie y dos plazas destinadas para personas con movilidad reducida. Estos autobuses presentados disponen de paneles de información al viajero de la marca Inelmatic.
El 30 de diciembre de 2022 los últimos autobuses diésel de la EMT, titulares en la línea 200 y de modelo Mercedes-Benz Citaro Facelift, fueron retirados de la línea y sustituidos por Scania N280UB. Esto supuso que la EMT Madrid consiguiera que la ciudad de Madrid fuera la primera de las grandes metrópolis de Europa en tener todos sus autobuses urbanos propulsados por combustibles más ecológicos pues la EMT Madrid desde entonces sólo utiliza gas natural comprimido (GNC) y baterías para recargar sus autobuses eléctricos, siendo esto un hito propuesto años atrás. Este suceso va en línea con la promesa de que para 2023 no circulara ni un autobús diésel de EMT Madrid prestando servicio por las calles de la ciudad.

### Distribución de la flota de la EMT
En la siguiente tabla se clasifican los autobuses del parque de la EMT según el tipo de energía empleada por los mismos.
| Tipo de energía                               | 4 de diciembre de 2006 | 31 de mayo de 2007 | 31 de marzo de 2008         | 2010 | 2012 | 2015 |
| Gasóleo                                       | 1580                   | 1185               | 792                         | 0    | 0    | 0    |
| Biodiésel (20% de biodiésel y 80% de gasóleo) | 238                    | 560                | 857                         | 1656 | 1371 | 1094 |
| Bioetanol                                     | 0                      | 0                  | 5                           | 5    | 5    | 0    |
| Gas natural comprimido                        | 174                    | 237                | 351                         | 411  | 672  | 793  |
| Híbrido/ Gas Natural comprimido               |                        |                    |                             |      |      |      |
| Híbrido eléctrico (Gasóleo/electricidad)      | 20                     | 20                 | 20                          | 0    | 0    | 0    |
| Todo-eléctrico                                | 0                      | 0                  | 10 (20 al finalizar el año) | 20   | 20   | 20   |
| Hidrógeno                                     | 3                      | 0                  | 0                           | 0    | 0    | 0    |
| Total                                         | 2015                   | 2007               | 2035                        | 2092 | 2068 | 1907 |

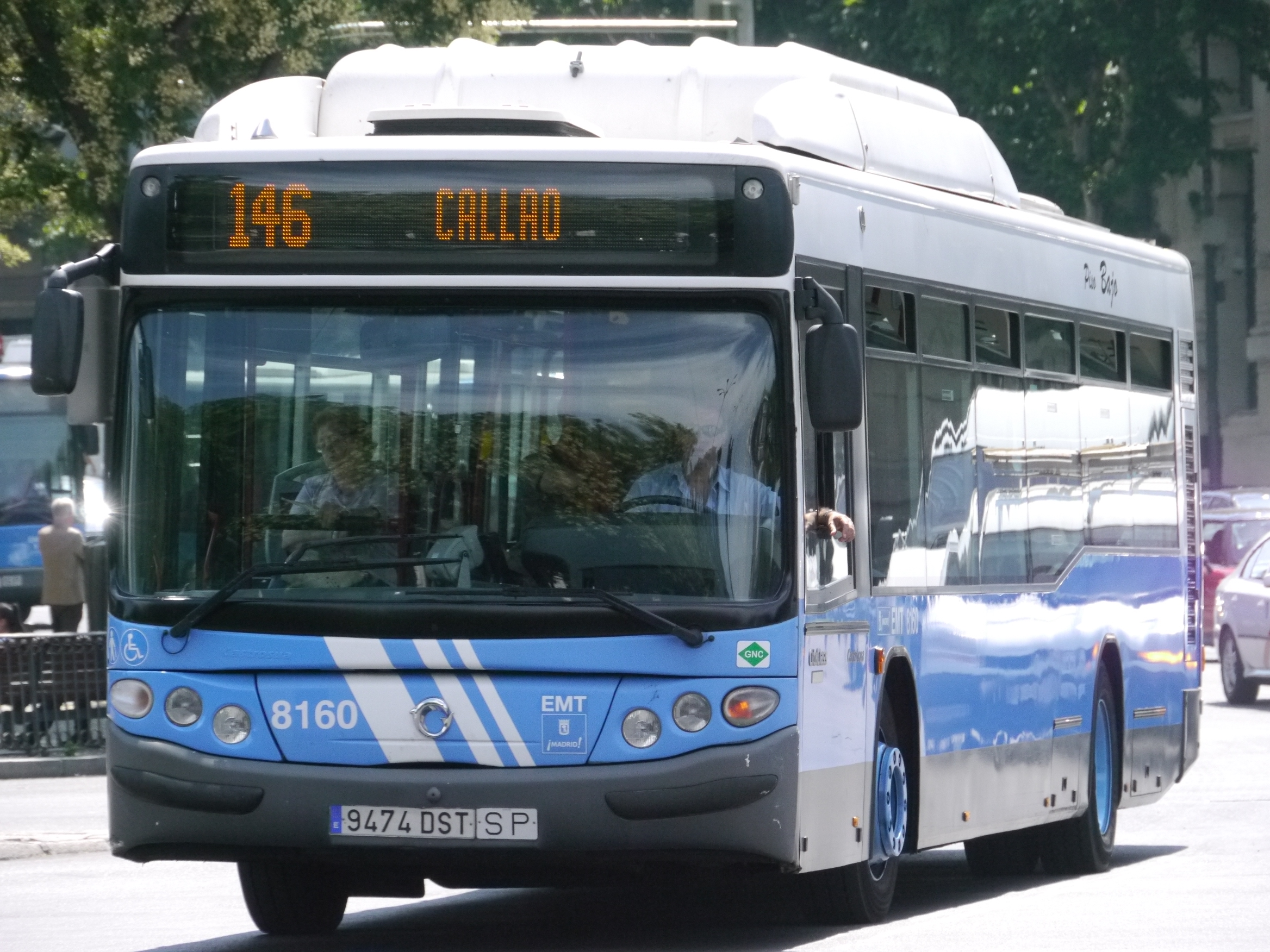
Irisbus-Iveco Cityclass Cursor GNC Castrosua CS-40 City de la EMT en la línea 146

En 2012, la longitud más empleada (1.935 unidades) son de 12 metros de longitud, contando con 83 articulados de 18 metros, 30 minibuses de 8 metros y 20 microbuses eléctricos de 5,5 metros.
En 2015, 1.730 buses son de 12 metros de longitud, contando con 85 articulados de 18 metros, 30 minibuses de 8 metros y 20 microbuses eléctricos de 5,5 metros.
A partir de 2017 se inicia la que es la mayor renovación de la flota, siendo todos los autobuses de reciente adquisición propulsados por energías alternativas o más amables con el medio ambiente (Gas Natural Comprimido en su mayoría, híbridos o propulsión 100% eléctrica en el caso de las 15 unidades adjudicadas a Irizar). Los contratos para estas nuevas adquisiciones fueron adjudicados a los fabricantes Mercedes Benz (Modelo Citaro C2 estándar de 12 metros y C2G articulados, de 18 metros), Scania (Modelo New City de 12 metros), Irizar (modelo i2e, 100% eléctricos), MAN (Modelo Lions City de propulsiones GNC e Híbridos), Iveco (Modelo Urbanway híbrido), y Wolta (Minibuses de 6 metros pensados para las líneas M1 y 002,y que sustituyen a los actuales Tecnobus Gulliver llegados a su fin de vida útil). Con todo esto se pretende que toda la flota de la EMT sea ecológica y con ello desaparezcan los autobuses diésel de las calles.

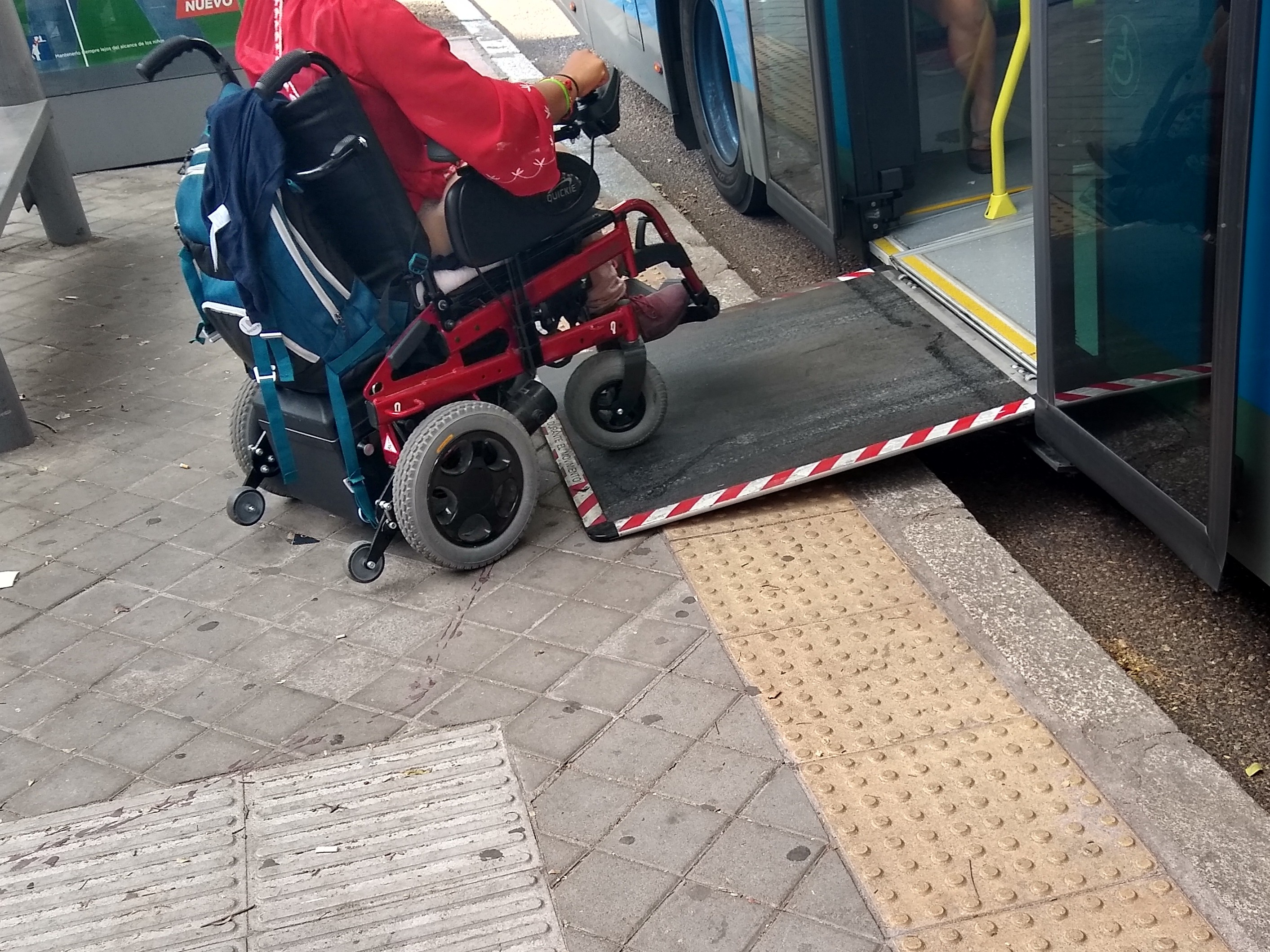
Una persona en silla de ruedas sube a un autobús de la EMT

Todos los autobuses cuentan con un espacio central para personas en sillas de ruedas, con cochecitos de bebé o que llevan bultos. Asimismo, todos los autobuses disponen de rampa en la puerta central.

## Centros de operaciones

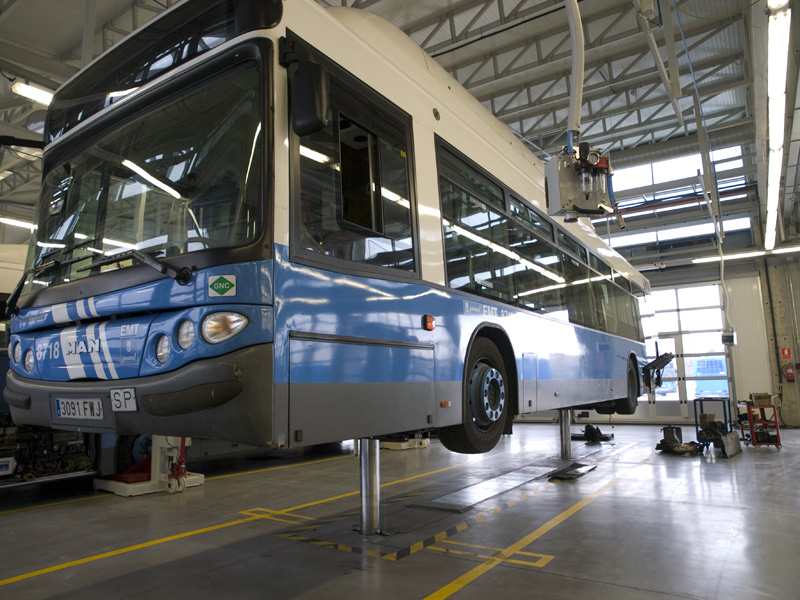
Talleres del Centro de Operaciones de Sanchinarro.

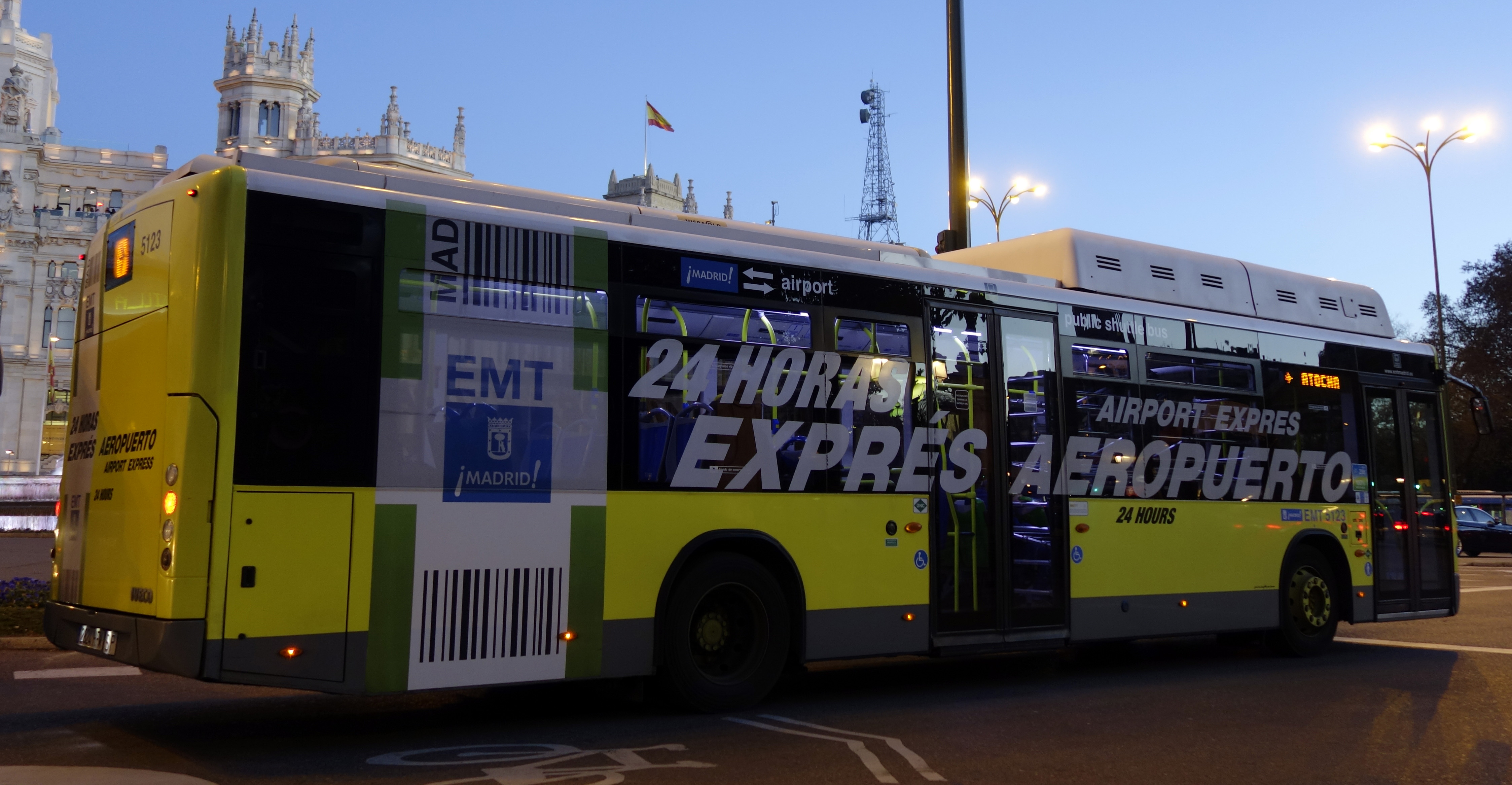
Irisbus Hispano Habit de la línea exprés al aeropuerto.

La sede central de la EMT se encuentra en un moderno edificio de la calle Cerro de la Plata, 4, en las cercanías de la Estación de Atocha. Además cuenta con cinco centros de operaciones, comúnmente conocidos como cocheras, repartidos por toda la ciudad. La última fue inaugurada en noviembre de 2010 en el barrio de Sanchinarro. Desde enero de 2012, las dos cocheras de Fuencarral actúan como una sola.
| Nombre      | Dirección                                                                   | Capacidad     | Superficie | Área | Líneas |
| ----------- | --------------------------------------------------------------------------- | ------------- | ---------- | --- | --- |
| Fuencarral  | Calle Mauricio Legendre, 42 (28046, Madrid)                                 | 464 autobuses | 133.000 m³ | Centro, Salamanca, Chamartín, Tetuán, Chamberí, Fuencarral-El Pardo, Moncloa-Aravaca, San Blas-Canillejas, Retiro, Ciudad Lineal , Pozuelo de Alarcón (solo en la línea A), Arganzuela y Carabanchel         | 1 2 3 4 5 11 12 15 16 20 21 26 27 28 30 32 38 40 42 43 44 48 49 51 61 64 67 70 74 82 106 109 110 124 126 128 132 133 140 147 149 153 159 160 161 162 163 165 210 215 C1 C2 A F G SE704 SE721 SE6 SEN 001 C03 E2 E3 E4 E5 BR1 T23 N3 N20 N21 N22 N23 N28 NC1 NC2 |
| La Elipa    | Avenida de las Trece Rosas, 3 (28017, Madrid)                               | 337 autobuses | 40.000 m³  | Centro, Puente de Vallecas (solo N25), Moratalaz, Ciudad Lineal, Vicálvaro, San Blas-Canillejas y Barajas.                                                                                                   | Debido a su cierre definitivo, sus líneas han sido trasladadas permanentemente a los centros de operaciones de Fuencarral y Entrevías. |
| Entrevías   | Avenida de Santa Catalina, 11 (28053, Madrid)                               | 412 autobuses | 52.000 m³  | Retiro, Puente de Vallecas, Villa de Vallecas, Moratalaz, Centro, Usera, Arganzuela, Villaverde, Salamanca,Chamartín, Ciudad Lineal, Moncloa-Aravaca, Tetuán, Chamberí,Vicálvaro Carabanchel y Latina        | 8 10 14 19 24 37 45 54 56 57 58 59 62 63 71 78 85 100 102 103 111 113 136 141 142 143 144 145 148 152 156 180 310 E SE718 SE2 SE4 T31 T32 H1 N6 N7 N8 N9 N10 N11 N12 N13 N14 N25                                                                                |
| Carabanchel | Calle Ventura Díaz Bernardo esquina Avenida de los Poblados (28054, Madrid) | 435 autobuses | 65.000 m³  | Centro, Arganzuela, Moncloa-Aravaca, Latina, Carabanchel, Usera, Villaverde, Villa de Vallecas (solo en la línea 130), Vicálvaro (solo en la línea 130) , Pozuelo de Alarcón (solo en la línea H) y Chamberí | 6 17 18 22 23 25 31 33 34 35 36 39 41 46 47 50 55 60 65 75 76 79 81 86 108 116 118 119 121 123 130 131 138 139 155 158 247 H U SE702 SE730 SE766 SE832 SE1 SE3 SE6 002 E1 M1 M3 T41 N15 N16 N17 N18 N19 N26                                                     |
| Sanchinarro | Calle Niceto Alcalá Zamora, 4 (28050, Madrid)                               | 383 autobuses | 59.000 m³  | Centro, Retiro, Salamanca, Chamartín, Fuencarral-El Pardo, Ciudad Lineal, Hortaleza, San Blas-Canillejas y Barajas.                                                                                          | 7 9 29 52 53 66 72 73 77 83 87 88 101 104 105 107 112 114 115 120 122 125 127 129 134 135 137 146 150 151 164 166 167 170 171 172 173 174 175 176 177 178 179 200 SE709 SE833 Exprés Aeropuerto T11 T61 N1 N2 N4 N5 N24 N31 Exprés Aeropuerto                   |

## Transporte de viajeros: líneas de la EMT

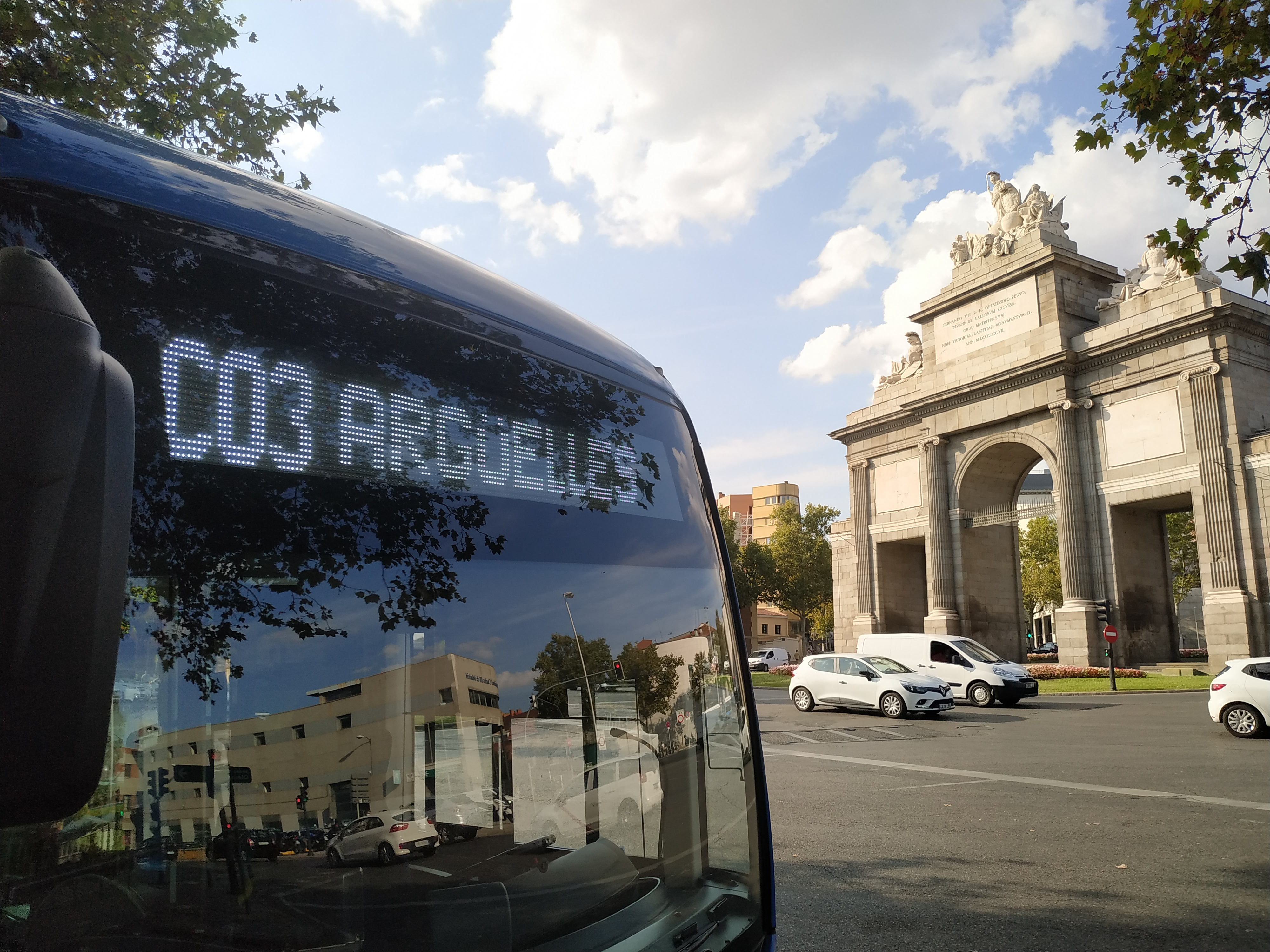
Bus de la línea C03 junto a la Puerta de Toledo.

La Empresa Municipal de Transportes de Madrid tiene como actividad principal el transporte de viajeros en autobús por el interior de la ciudad de Madrid. Para ello dispone en 2008 de más de 200 líneas agrupadas en 6 grupos: regulares, universitarias, especiales, aeroporturarias, nocturnas y nocturnas coincidentes con metro.
Existen una serie de intercambiadores multimodales en la ciudad de Madrid que concentran la cabecera de varias líneas:
| Intercambiador / Área intermodal | Líneas terminales                                                          |
| -------------------------------- | -------------------------------------------------------------------------- |
| Aluche                           | 31 155 H SE1                                                               |
| Alsacia                          | 70 159 165 167                                                             |
| Argüelles                        | 002 C03                                                                    |
| Felipe II                        | 29 30 43 63 152 215 E2 E3 E4                                               |
| Avenida de América               | 114 115 122 200                                                            |
| Campamento                       | 36 121 131                                                                 |
| Canillejas                       | 88 101 140 151 SE721                                                       |
| Casa de Campo                    | 25 33                                                                      |
| Diego de León                    | 26 56 72 73 210                                                            |
| Estación de Atocha               | 24 36 41 47 54 55 57 59 85 86 102 119 141 247 Exprés Aeropuerto 001        |
| Estación de El Pozo              | 24 102 103 180 310 T31                                                     |
| Cuatro Caminos                   | 37 64 66 124 127 128 C1 C2 F                                               |
| Embajadores                      | 27 78 116 118 C1 C2 M1                                                     |
| Ensanche de Vallecas             | 142 145                                                                    |
| Hospital 12 de Octubre           | 81 121                                                                     |
| Hospital Ramón y Cajal           | 125 135 165 166 BR1                                                        |
| Legazpi                          | 8 19 22 45 79 123 156 180 T32                                              |
| Mar de Cristal                   | 104 112 125 153 171 172 T11                                                |
| Méndez Álvaro                    | 113 152                                                                    |
| Moncloa                          | 16 46 61 82 83 132 160 161 162 164 A G                                     |
| Pavones                          | 20 30 32 140 142 144                                                       |
| Pitis                            | 49 64 82                                                                   |
| Cibeles                          | 10 34 E1                                                                   |
| Plaza de Castilla                | 27 42 49 67 70 107 129 134 135 149 173 174 175 176 177 178 179 SE704 SE833 |
| Callao                           | 44 75 133 146 147 148                                                      |
| Ciudad Lineal                    | 4 77 104 105 109 113                                                       |
| Conde de Casal                   | 14 145 E                                                                   |
| Cristo Rey                       | 1 12 62 138                                                                |
| Plaza de España                  | 25 39 158                                                                  |
| Manuel Becerra                   | 2 38 48 71 106 110 143 156 E5                                              |
| Plaza Elíptica                   | 155 SE702 SE2                                                              |
| Plaza Mayor                      | 17 18 23 31 35 50                                                          |
| Benavente                        | 6 32 65                                                                    |
| Príncipe Pío                     | 33 SE832                                                                   |
| Puente de Vallecas               | 37 56 58 111 148                                                           |
| Puerta de Arganda                | 4 71 T23 SE718                                                             |
| Puerta de Toledo                 | 3 002 C03 M3                                                               |
| Sol / Sevilla                    | 5 9 15 20 46 51 52 53 150 M1 M3                                            |
| Sierra de Guadalupe              | E T31 H1                                                                   |
| Villaverde Bajo-Cruce            | 18 23 116                                                                  |

### Líneas regulares
Las líneas regulares de la EMT circulan todos los días entre las 6:00 y las 0:00 (algunas tienen un horario ligeramente más reducido y los domingos y festivos el servicio se inicia a las 7:00), teniendo cada línea establecidas unas horas de salida del primer y último servicio de cada cabecera y publicado un cuadro de frecuencias por día de la semana e intervalo horario siguiendo las directrices marcadas por el Consorcio Regional de Transportes de Madrid.
Estas líneas pueden ser transversales, radiales o periféricas, y todas ellas se denominan con un número de 1, 2 o 3 cifras. No existen todos los números entre el 1 y el 310, que son los extremos de las líneas regulares, faltan números que son el código de líneas no regulares que se denominan también con número o a veces de forma diferente.
Existen dos líneas circulares, C1 y C2, que de forma excepcional no se nombran con número siendo líneas regulares.

### Líneascero
Las líneas cero se engloban dentro de la estrategia medioambiental Madrid 360. Operan solamente con autobuses eléctricos, y forman un conjunto de 3 líneas que circulan exclusivamente por el distrito Centro, atravesándolo o bien bordeándolo. Existen tres íneas cero: las líneas 001, 002 y C03. La línea 001 fue establecida en febrero de 2020, uniendo la estación de Atocha con el intercambiador de Moncloa. La línea 002 era conocida anteriormente como M2, y su recorrido fue ampliado desde el área intermodal de Sevilla hasta Puerta de Toledo. La línea C03 fue establecida el 15 de septiembre del mismo año, y comparte cabeceras con la línea 002, aunque no recorrido.
Las líneas 001 y 002 son gratuitas, aunque es necesario validar el título de viaje u obtener un ticket dentro del propio vehículo. La línea 002 opera con minibuses.

### Líneas universitarias
Las líneas universitarias dan servicio a los grandes campus universitarios de Madrid, y los conectan con intercambiadores de transporte y estaciones de metro y tren de cercanías. Las líneas universitarias dan servicio a tres campus:
- Ciudad Universitaria: las líneas F y G conectan el campus con la Glorieta de Cuatro Caminos y el Intercambiador de Moncloa, respectivamente. La línea U circula dentro del campus, entre el Paraninfo y la Facultad de Informática al norte y el Centro Superior de Deportes al sur.
- Campus de Somosaguas: La línea A conecta el campus con el Intercambiador de Moncloa, y la línea H con el intercambiador de Aluche
- Campus Sur: la línea E conecta las estaciones de Conde de Casal y Sierra de Guadalupe pasando por el Campus Sur de la Universidad Politécnica de Madrid, situado en Puente de Vallecas.

La línea I operaba entre la estación de metro de Ciudad Universitaria y el Campus de Somosaguas, pero dejó de prestar servicio el 23 de septiembre de 2013.

Todas estas líneas operan en días lectivos (lunes a viernes, entre septiembre y junio), con frecuencias que alcanzan los dos minutos en hora punta. La línea A opera los sábados y en periodos no lectivos, mientras que la línea H opera en periodo no lectivo, pero sólo de lunes a viernes.

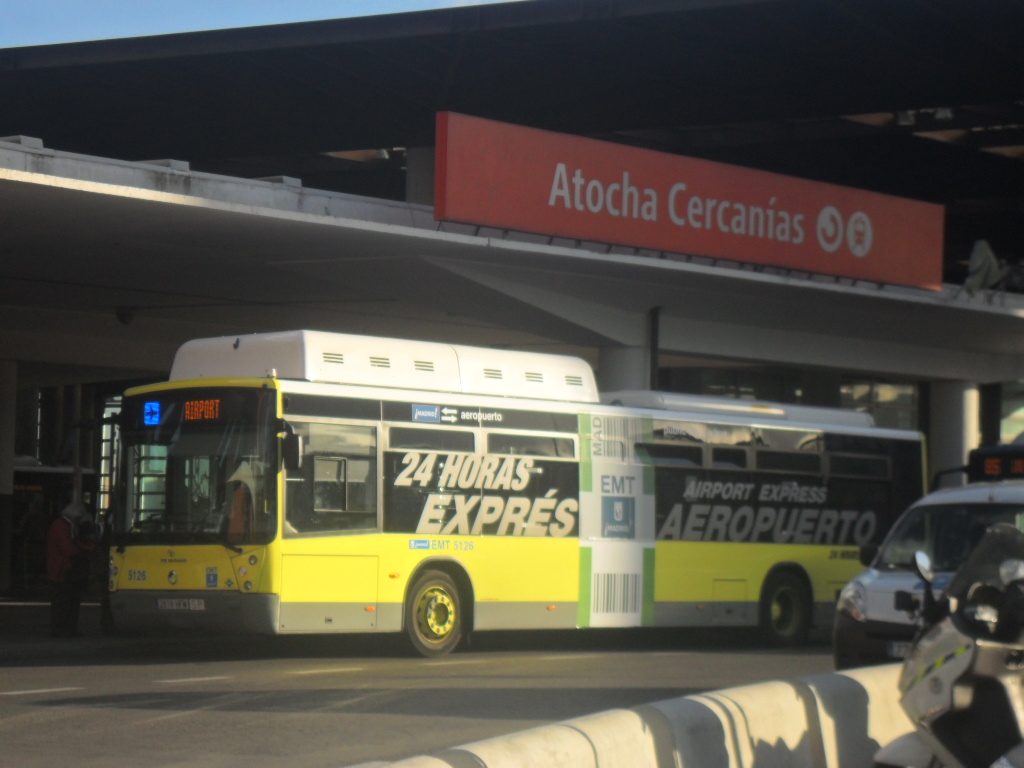
Autobús de la línea Exprés Atocha-Aeropuerto de Barajas que opera la EMT de Madrid.

### Líneas nocturnas

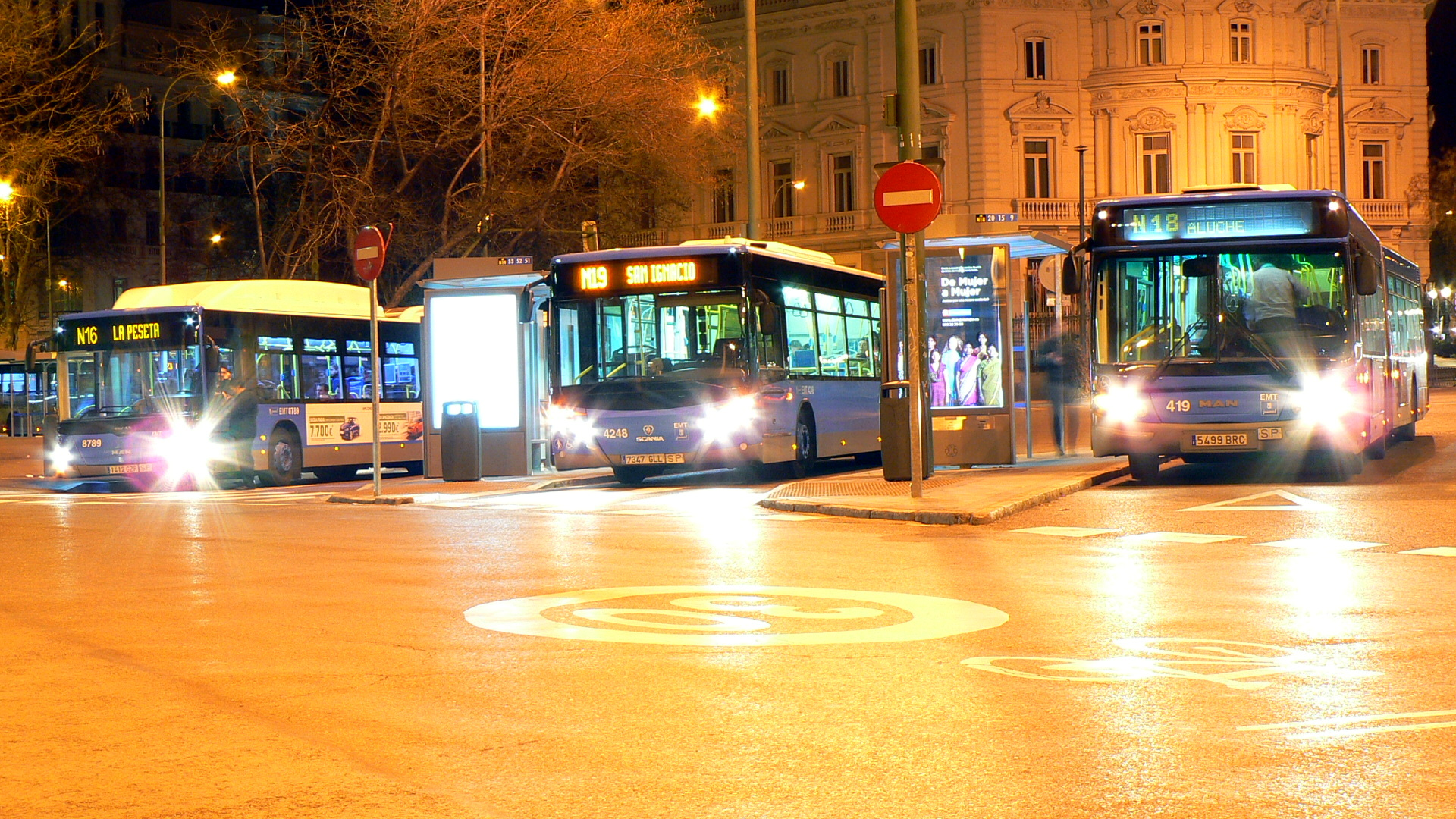
Tres "búhos" de la EMT en su cabecera de la Plaza de Cibeles.

Comúnmente denominadas "búhos" (pero no confundir con el servicio de Búho Metro), forman un conjunto de 30 líneas nocturnas que conectan todas las noches el centro con los distintos barrios de la ciudad. Estas líneas se pueden clasificar de la siguiente forma:
- Las líneas N1 a N24 conectan la periferia con la Plaza de Cibeles.
- Las líneas N25 y N26 conectan Alonso Martínez con Villa de Vallecas y Aluche, respectivamente.
- La línea N27 es la denominación que se le da al servicio nocturno de la línea Exprés Aeropuerto. Conecta Cibeles con el aeropuerto haciendo solo una parada intermedia junto a la estación de O'Donnell.
- Las líneas N28 y N31 conectan Moncloa con Aravaca y El Pardo, siendo las únicas líneas nocturnas que no se adentran en el centro de la ciudad.
- Las líneas NC1 y NC2 rodean de forma circular la ciudad, mallando toda la red nocturna y uniendo entre sí los principales intercambiadores de la ciudad.

#### Líneas nocturnas coincidentes con metro
Ante la necesidad de abrir el metro por las noches los viernes, sábados y vísperas de festivos y la negativa de los trabajadores a abrir 24 horas dichos días, el Consorcio Regional de Transportes de Madrid encomendó a la EMT la prestación del servicio sustitutorio del metro dichas noches siguiendo las líneas recorridos similares a las líneas de Metro en superficie. Se denominaba a estas líneas "Búho Metro", y sólo realizaban una parada donde correspondía a la estación de metro, saltando todas las demás que se encuentren en su recorrido.
Ninguna de ellas cubría las estaciones de metro que se abrieron al público desde el año 2006 y tampoco los trayectos comprendidos fuera del municipio de Madrid, a excepción de la línea 12, que eran cubiertas por autobuses de empresas interurbanas que daban cobertura también a la estación de Joaquín Vilumbrales. El Búho Metro no prestaba servicio, sin embargo, a ninguna de las estaciones del Aeropuerto.
El Consorcio Regional de Transportes de Madrid suprimió este servicio a partir del día 6 de julio de 2013 para las líneas que cubrían la línea 12 y del 30 de septiembre de ese mismo año para las demás.

### Líneas especiales
Son líneas que, por lo general, no circulan de forma regular, sino que tienen un horario restringido al periodo de mayor demanda de los sitios a los que dan servicio. Se denominan como SE, T, E, M y H.

#### SE: Servicio especial
Las líneas SE son servicios especiales de autobuses que bien operan con horarios especialmente reducidos, están a la espera de una reordenación de las líneas estándar o sólo circulan en caso de eventos, en días festivos o en caso de cortes de los servicios de Metro y Cercanías. La numeración de las líneas SE es secuencial, y a cada servicio especial nuevo se le asigna un nuevo número.

#### T: Trabajo
Son los de la subred TCT (Transporte al Centro de Trabajo) Se tratan de líneas que unen una estación de metro o cercanías con una zona empresarial de importante actividad. Sus horarios no siguen una pauta similar a las líneas regulares sino adaptada a los horarios laborales de los lugares que sirven. Sus esquemas están identificados con el color marrón.

#### E: Exprés
El 19 de enero de 2008 comenzó a circular la primera línea exprés, denominada así ya que realiza menos paradas que las regulares aunque el horario es similar a una línea regular. Hasta 2018, sus esquemas estaban identificados con el color naranja.
- La línea E1, que originalmente conectaba el Intercambiador de Plaza Elíptica con la Estación de Atocha, ahora circula entre la plaza de Cibeles y la estación de metro de La Peseta, en el distrito de Carabanchel.
- Las líneas E2, E3 y E4 parten desde el área intermodal de Felipe II, en la estación de Goya, y circulan por la prolongación de la calle O'Donnell (autopista M-23) para conectar los distritos de San Blas-Canillejas y Vicálvaro.
- La línea E5 tiene cabecera en la plaza de Manuel Becerra y conecta con el nuevo desarrollo de El Cañaveral.

#### M: Minibús

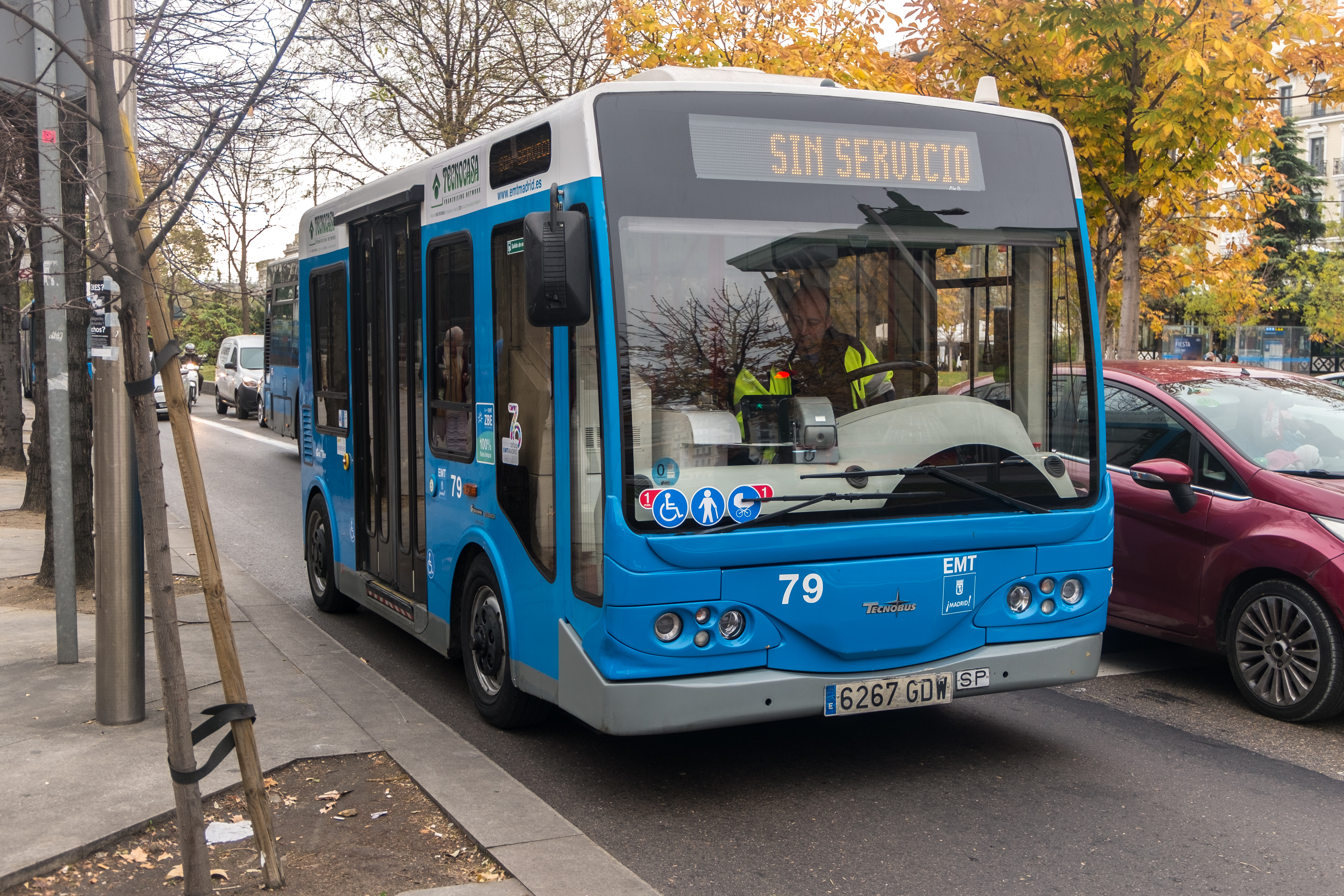
Un minibús de los que operaban en la línea M1

El 13 de febrero de 2008 empezó a circular la primera línea de minibús por el centro de Madrid en zonas de difícil acceso para autobuses convencionales. Sus esquemas están identificados con el color amarillo. Actualmente las líneas M1 y M3 tienen denominación de minibus, aunque la línea 002 también opere con este tipo de vehículos. La línea 002 forma parte del esquema de líneas cero, vinculado al plan Madrid 360.

#### H: Hospital
Con la apertura del nuevo Hospital Infanta Leonor, empezó a circular la primera línea de este tipo que lo comunicaba con la estación intermodal más cercana. Hasta 2018, sus esquemas estaban identificados con el color azul claro.

#### BR: Bus Rapid
Se diferencian de otras líneas al circular por carriles reservados y tener prioridad en los semáforos de todas las intersecciones, además de estar dotadas con autobuses eléctricos.

#### Naviluz

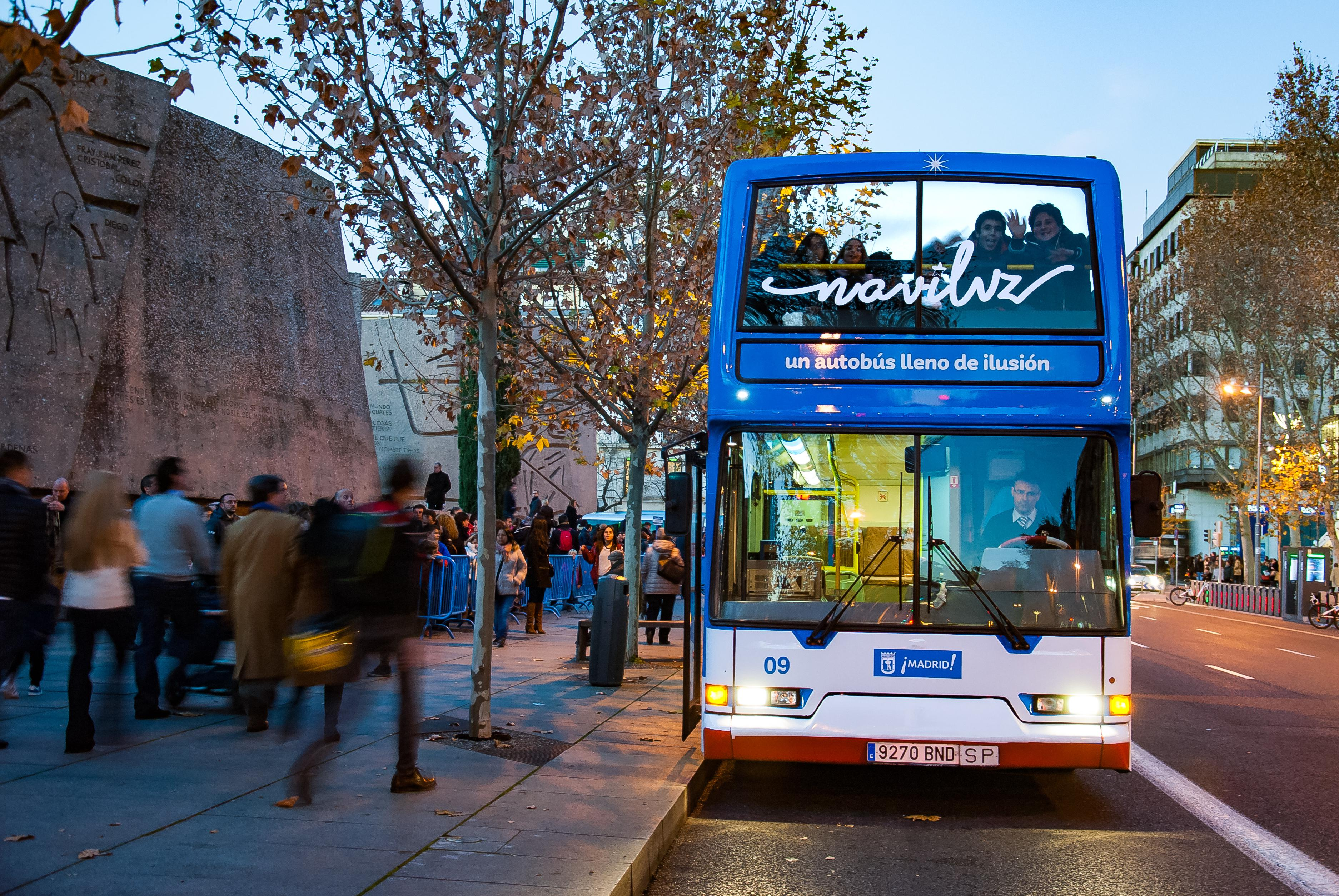
Autobús del Naviluz en la plaza de Colón

Se conoce como Naviluz un servicio de autobús turístico que opera en invierno para ver las luces navideñas. Solo tiene una parada de descenso opcional a mitad de recorrido y es necesario reservar plaza de antemano. Es operada con un autobús de dos plantas, de forma que los viajeros van al aire libre y más cerca de las luces.
Su recorrido empieza en la plaza de Colón, y de ahí sigue por Serrano hasta la Puerta de Alcalá, donde toma Alcalá y luego Gran Vía hasta Callao. Aquí establece una parada de descenso opcional y da la vuelta, recorriendo de nuevo la Gran Vía y luego Alcalá hasta Velázquez, por donde sube hasta Ortega y Gasset. Recorre brevemente esta calle y vuelve a bajar Serrano para llegar al punto de partida.
Desde la temporada 2019/2020 el servicio es operado por una empresa privada. No existen previsiones de que vuelva a manos de la EMT.